# Sčítání účastníků bohoslužeb
Sčítání účastníků bohoslužeb je jeden ze způsobů, jak získat představu o množství praktikujících věřících. V českých zemích byly římskokatolickou církví organizovány každoročně, od roku 1999 v pětiletých intervalech.

## V letech 1954–1988
Sčítání mezi lety 1968–1988 ukazují servalý pokles s rychlejším propadem 1972–1980 s postupným zpomalováním do konce totalitního režimu.
| Rok  | Praha  | Středočeský | Jihočeský | Západočeský | Severočeský | Východočeský | Jihomoravský | Severomoravský | Celkem  | Počet obyvatel | Podíl účasti |
| ---- | ------ | ----------- | --------- | ----------- | ----------- | ------------ | ------------ | -------------- | ------- | -------------- | ------------ |
| 1954 | -      | -           | -         | -           | -           | -            | -            | -              | 960 939 | 9 290 617      | 10,34 %      |
| 1967 | 26 567 | 35 653      | 82 604    | 25 878      | 23 059      | 61 146       | 347 016      | 222 670        | 824 593 | 9 854 241      | 8,37 %       |
| 1968 | 44 585 | 92 237      | 91 293    | 29 582      | 18 800      | 70 778       | 403 160      | 238 349        | 988 784 | 9 877 632      | 10,01 %      |
| 1970 | 55 865 | 37 573      | 74 574    | 24 496      | 18 743      | 74 505       | 401 365      | 243 448        | 930 569 | 9 805 157      | 9,49 %       |
| 1971 | 58 550 | 39 876      | 68 762    | 25 374      | 20 424      | 71 210       | 374 537      | 258 172        | 916 905 | 9 830 602      | 9,33 %       |
| 1972 | 56 835 | 38 117      | 64 959    | 26 931      | 17 293      | 70 630       | 389 289      | 241 510        | 905 564 | 9 868 379      | 9,18 %       |
| 1974 | 43 882 | 33 460      | 53 304    | 25 681      | 16 993      | 62 928       | 346 645      | 219 707        | 802 600 | 9 994 761      | 8,03 %       |
| 1975 | 43 441 | 32 902      | 42 624    | 25 634      | 15 463      | 59 686       | 333 771      | 195 071        | 748 592 | 10 062 366     | 7,44 %       |
| 1976 | 40 585 | 32 148      | 36 077    | 26 573      | 15 522      | 56 954       | 318 853      | 182 154        | 708 866 | 10 128 220     | 7,00 %       |
| 1977 | 40 382 | 31 590      | 33 011    | 27 992      | 14 494      | 56 624       | 320 613      | 188 334        | 713 040 | 10 189 312     | 7,00 %       |
| 1978 | 38 924 | 29 477      | 30 104    | 27 842      | 14 448      | 54 068       | 325 448      | 173 097        | 693 408 | 10 245 686     | 6,77 %       |
| 1979 | 36 987 | 26 383      | 29 041    | 24 141      | 13 833      | 53 770       | 289 319      | 176 290        | 649 764 | 10 296 489     | 6,31 %       |
| 1980 | 36 783 | 28 256      | 28 253    | 22 808      | 13 429      | 50 147       | 290 228      | 170 461        | 640 365 | 10 326 792     | 6,20 %       |
| 1981 | 34 797 | 25 372      | 26 997    | 22 519      | 13 527      | 49 016       | 286 703      | 170 711        | 629 642 | 10 303 208     | 6,11 %       |
| 1982 | 34 463 | 23 738      | 26 862    | 21 901      | 13 724      | 45 979       | 281 332      | 165 680        | 613 679 | 10 314 321     | 5,95 %       |
| 1983 | 32 965 | 23 151      | 26 085    | 22 532      | 12 279      | 47 899       | 262 188      | 160 253        | 587 352 | 10 322 823     | 5,69 %       |
| 1984 | 32 798 | 22 894      | 24 569    | 21 805      | 13 130      | 45 637       | 252 751      | 166 711        | 580 295 | 10 330 481     | 5,62 %       |
| 1985 | 32 311 | 19 970      | 23 592    | 19 101      | 12 835      | 46 088       | 261 349      | 157 034        | 572 280 | 10 330 481     | 5,54 %       |
| 1986 | 40 961 | 23 006      | 23 233    | 18 075      | 12 468      | 46 624       | 251 506      | 159 683        | 575 556 | 10 340 737     | 5,57 %       |
| 1987 | 31 135 | 23 375      | 23 246    | 18 333      | 13 587      | 47 205       | 243 669      | 161 275        | 561 825 | 10 348 834     | 5,43 %       |
| 1988 | 31 738 | 22 640      | 22 387    | 16 974      | 14 114      | 45 821       | 255 863      | 165 674        | 575 211 | 10 356 359     | 5,55 %       |

## Po roce 1989

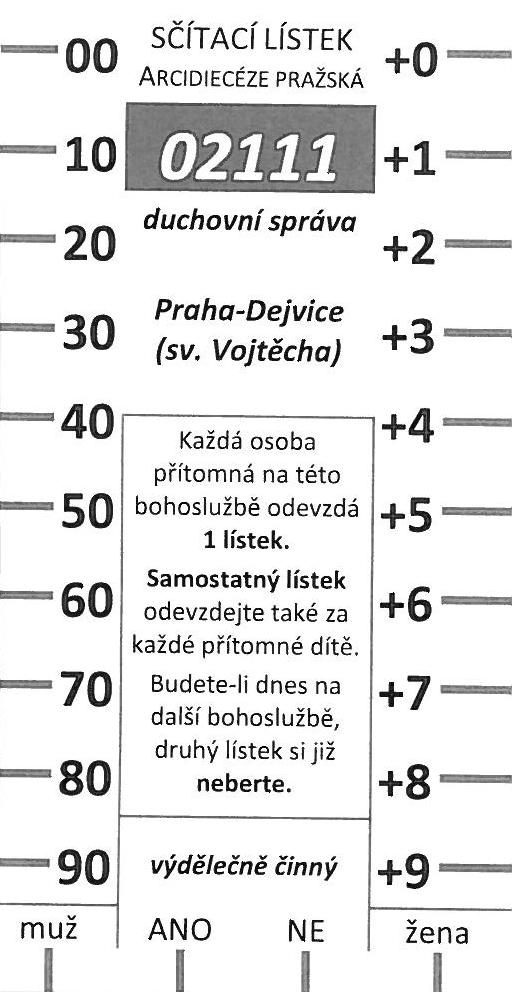
Sčítací lístek z roku 2014

První tři proběhla o první neděli po Velikonocích na principu, že každý účastník bohoslužeb si vyzvedl lístek, na kterém natrhnutím příslušných polí vyznačil několik základních údajů (věk, pohlaví a zda je výdělečně činný). Výjimku představují sčítání v litoměřické diecézi, v níž u prvního sčítání roku 1999 nebyly nikdy zveřejněny výsledky s odůvodněním, že se ztratily a budou zveřejněny, až se najdou. Poprvé se tam sčítalo až při druhém sčítání, tj. 2. 5. 2004, což bylo o 14 dnů později, než v ostatních diecézích.
První sčítání sečetlo 414 539 účastníků bohoslužeb (bez litoměřické diecéze), což představuje asi 4,2 % obyvatel ČR. Druhé pak (i se započtením litoměřické diecéze) 405 446 návštěvníků bohoslužeb, tj. asi 4,0 % obyvatel.
Celkové výsledky třetího sčítání nebyly zveřejněny a většina diecézí na doporučení Stálé rady České biskupské konference prohlásila své výsledky za údaj určený pouze pro vnitřní potřebu. Plné zveřejnění údajů poskytly pouze dvě diecéze, a to litoměřická a královéhradecká. U obou diecézí došlo v třetím sčítání z roku 2009 k dalšímu propadu počtu pravidelných návštěvníků. Plzeňská diecéze uvedla výsledky sčítání účastníků bohoslužeb 2009 ve své výroční zprávě z roku 2010, kde uvádí „cca 9 500 účastníků“ (v roce 2004 se sečetlo 11 115).
První dvě sčítání jasně ukázala významný rozdíl mezi podílem praktikujících katolíků v jednotlivých regionech. Obecně je jich výrazně více na Moravě a ve Slezsku než v Čechách a na jihu než na severu.
Z výsledků sčítání v roce 2004 vyšla jednoznačně jako farníky nejméně navštěvovaná litoměřická diecéze, v níž bohoslužby navštívilo 10 759 obyvatel (asi 0,8 %). Naopak nejvyšší návštěvnost bohoslužeb vykázala Moravská církevní provincie, v roce 1999 to byla diecéze brněnská (114 065 účastníků bohoslužeb; tj. asi 8,4 % obyvatel) těsně následovaná arcidiecézí olomouckou, v roce 2004 arcidiecéze olomoucká (106 819 lidí při bohoslužbách, tj. 7,8 % obyvatel).
Obecně lze říci, že sčítání ukázala, že ve většině diecézí převažuje stagnace až pokles návštěvnosti bohoslužeb. Nejprudší propad ukázala diecéze brněnská (o 9,8 %), naproti tomu mírný vzrůst zaznamenaly arcidiecéze pražská a diecéze českobudějovická.
Publikované sčítání z roku 2014 uvádí počet účastníků včetně fyzicky nepřítomných (nemohoucích) a posluchačů/diváků medií (přenos bohoslužeb). Věkový průměr okolo 47 let (průměr bez exarchátu a královéhradecké diecéze).
Sčítaní v roce 2024 se konalo v neděli 13. 10. 2024. Oproti roku 2014 jsou zde započteni pouze fyzicky přítomní učástníci. Z údajů, které jsou k tomuto dni k dispozici, lze vyčíst stále stejný trend poklesu účasti věřících na bohoslužbách. 
| rok | Pražská | Plzeňská | Litoměřická | Královéhradecká | Českobudějovická | Olomoucká | Ostravsko-opavská | Brněnská | celkem  | Počet obyvatel | Podíl účasti |
| --- | ------- | -------- | ----------- | --------------- | ---------------- | --------- | ----------------- | -------- | ------- | -------------- | ------------ |
| 1995 | 34 839  | 11 772   | 11 828      | 69 792          | 29 026           | 206 905   |                   | 111 400  | 475 562 | 10 330 759     | 4,60 %       |
| 1996 | 34 839  | 10 460   | 12 000      | 72 314          | 27 240           | 121 106   | 79 378            | 109 647  | 466 984 | 10 315 353     | 4,53 %       |
| 1997 | 41 798  | 11 772   | 11 926      | 36 561          | 26 453           | 121 106   | 73 919            | 109 840  | 433 375 | 10 303 642     | 4,21 %       |
| 1998 | 39 686  | 12 324   | 15 452      | 50 380          | 28 833           | 120 261   | 79 714            | 100 055  | 446 705 | 10 294 943     | 4,34 %       |
| 1999 | 39 452  | 11 859   | 14 997      | 43 347          | 30 397           | 121 156   | 75 496            | 121 369  | 458 073 | 10 282 784     | 4,45 %       |
| 2000 | 37 355  | 12 753   | 15 728      | 40 764          | 29 510           | 115 804   | 78 008            | 110 055  | 439 977 | 10 272 503     | 4,28 %       |
| 2001 | 37 358  | 12 032   | 15 028      | 41 890          | 30 639           | 117 505   | 76 946            | 109 850  | 441 248 | 10 224 192     | 4,32 %       |
| 2002 | 35 253  | 11 565   | 11 257      | 39 444          | 28 576           | 113 858   | 76 147            | 97 150   | 413 250 | 10 200 774     | 4,05 %       |
| 2003 | 40 294  | 11 952   | 14 173      | 39 752          | 29 198           | 109 004   | 76 007            | 105 802  | 426 182 | 10 201 651     | 4,18 %       |
| 2004 | 38 278  | 10 602   | 10 759      | 41 471          | 26 367           | 106 819   | 68 225            | 102 925  | 405 446 | 10 206 923     | 3,97 %       |
| 2005 | 39 847  | 10 889   | 12 478      | 39 825          | 28 075           | 106 032   | 70 630            | 102 835  | 410 611 | 10 234 092     | 4,01 %       |
| 2014* | 45 643  | 10 526   | 11 403      | 43 549          | 25 834           | 109 754   | 65 678            | 106 803  | 419 188 | 10 538 275     | 3,98 %       |
| 2019 |         | 7 899    | cca 8300    |                 |                  | 78 000    |                   |          | 375 000 | 10 649 800     | 3,52 %       |
| 2024 |         |          | 7 032       |                 |                  | 60 000    | 36 188            | 59 913   |         |                |              |
| * V roce 2014 změna metodiky: sčítání proběhlo v říjnu, započteni i ti, kteří z různých důvodů nejsou schopni být na bohoslužbách fyzicky účastni, nebo sledují bohoslužby přes média. Nejsou započteni návštěvníci bohoslužeb, které nespadají přímo do diecézních struktur, např. Kněžské bratrstvo svatého Pia X. (FSSPX) |         |          |             |                 |                  |           |                   |          |         |                |              |